# Raïon d'Oust-Koksa
Le raïon d'Oust-Koksa (en russe : Усть-Ко́ксинский район, Oust-Koksinski raïon) ou aïmak d'Oust-Koksa (en altaï méridional : Кӧк-Суу Оозы аймак, Kök-Suu Oozı aïmak) est un raïon de la république de l'Altaï en Russie. Son chef-lieu est le village d'Oust-Koksa, et sa population s'élevait à 15 691 habitants en 2023. Raïon du sud-est de la république, il englobe la région de l'Ouïmon, steppe où se sont installés de nombreux vieux-croyants à la fin du XVIIIe siècle.
Aujourd'hui, le raïon vit de l'agriculture mais aussi du tourisme, grâce aux nombreuses aires protégées se trouvant sur le territoire du raïon. Se trouvent ainsi la réserve naturelle de Katoun, les lacs de la Moulta, celui de la Koutcherla, mais surtout le mont Béloukha, point culminant de l'Altaï avec ses 4 506 m, classé comme site du patrimoine mondial de l'UNESCO au sein du site des montagnes dorées de l'Altaï.

## Population et société

### Démographie
Recensements (*) ou estimations de la population,,:
| 1897* | 1916  | 1920*  | 1926*  | 1933   | 1939*  |
| ----- | ----- | ------ | ------ | ------ | ------ |
| 7 429 | 8 780 | 10 905 | 11 382 | 13 706 | 18 013 |

| 1959*  | 1970*  | 1979*  | 1989*  | 2002*  | 2010*  |
| ------ | ------ | ------ | ------ | ------ | ------ |
| 16 080 | 16 423 | 16 431 | 16 724 | 17 481 | 17 020 |

| 2012   | 2013   | 2014   | 2015   | 2016   | 2017   |
| ------ | ------ | ------ | ------ | ------ | ------ |
| 17 063 | 16 988 | 16 794 | 16 585 | 16 530 | 16 404 |

| 2018   | 2019   | 2020   | 2021*  | 2023   | - |
| ------ | ------ | ------ | ------ | ------ | - |
| 16 317 | 16 145 | 16 121 | 15 801 | 15 691 | - |

## Politique et administration

### Statut
Le raïon est un des dix raïons de la république de l'Altaï, dans le district fédéral sibérien. Il est un raïon municipal, et comporte ainsi plusieurs municipalités à l'intérieur de lui.

### Tendances politiques
| Scrutin             | 1er tour | 1er tour | 1er tour | 1er tour | 1er tour | 1er tour | 1er tour | 1er tour | 1er tour | 1er tour | 1er tour | 1er tour | 2d tour                  | 2d tour                  | 2d tour                  | 2d tour                  | 2d tour                  | 2d tour                  | 2d tour                  | 2d tour                  | 2d tour                  | 2d tour                  |
| Scrutin             | 1er      | 1er      | %        | 2e       | 2e       | %        | 3e       | 3e       | %        | 4e       | 4e       | %        | 1er                      | 1er                      | %                        | 2e                       | 2e                       | %                        | 3e                       | %                        | 4e                       | %                        |
| ------------------- | -------- | -------- | -------- | -------- | -------- | -------- | -------- | -------- | -------- | -------- | -------- | -------- | ------------------------ | ------------------------ | ------------------------ | ------------------------ | ------------------------ | ------------------------ | ------------------------ | ------------------------ | ------------------------ | ------------------------ |
| Présidentielle 2012 |          | ER       | 66,73    |          | KPRF     | 17,36    |          | LDPR     | 6,39     |          | SE       | 5,11     | Victoire au premier tour | Victoire au premier tour | Victoire au premier tour | Victoire au premier tour | Victoire au premier tour | Victoire au premier tour | Victoire au premier tour | Victoire au premier tour | Victoire au premier tour | Victoire au premier tour |
| Présidentielle 2018 |          | ER       | 71,44    |          | KPRF     | 19,16    |          | LDPR     | 6,63     |          | GRANI    | 0,62     | Victoire au premier tour | Victoire au premier tour | Victoire au premier tour | Victoire au premier tour | Victoire au premier tour | Victoire au premier tour | Victoire au premier tour | Victoire au premier tour | Victoire au premier tour | Victoire au premier tour |

### Municipalités
| Établissements ruraux               | Nom russe complet                   | Habitants Population en 2023 | Centre administratif | Localités | Supeficie km2 |
| ----------------------------------- | ----------------------------------- | ---------------------------- | -------------------- | --------- | ------------- |
| Établissement rural d'Amour         | Амурское сельское aпоселение        | 1417                         | Amour                | 5         | 1109.00       |
| Établissement rural de Verkh-Ouïmon | Верх-Уймонское сельское aпоселение  | 2171                         | Verkh-Ouïmon         | 6         | 1669.00       |
| Établissement rural de Gorbounovo   | Горбуновское сельское aпоселение    | 816                          | Gorbounovo           | 3         | 38,00         |
| Établissement rural de Karagaï      | Карагайское сельское aпоселение     | 693                          | Karagaï              | 3         | 808.54        |
| Établissement rural de Katanda      | Катандинское сельское aпоселение    | 1296                         | Katanda              | 3         | 3983.00       |
| Établissement rural d'Ogniovka      | Огнёвское сельское aпоселение       | 1184                         | Ogniovka             | 5         | 1925.00       |
| Établissement rural de Talda        | Талдинское сельское aпоселение      | 1111                         | Talda                | 3         | 802.00        |
| Établissement rural d'Oust-Koksa    | Усть-Коксинское сельское aпоселение | 5921                         | Oust-Koksa           | 8         | 1739.00       |
| Établissement rural de Tchendek     | Чендекское сельское aпоселение      | 1082                         | Tchendek             | 6         | 870,00        |

### Localités
| Liste des localités | Liste des localités | Liste des localités | Liste des localités | Liste des localités | Liste des localités | Liste des localités                 |
| N°                  | Localité            | Nom russe           | Statut              | Population 2010     | Population 2021     | Municipalité                        |
| ------------------- | ------------------- | ------------------- | ------------------- | ------------------- | ------------------- | ----------------------------------- |
| 1                   | Abaï                | Абай                | village             | 403                 | 317                 | Établissement rural d'Amour         |
| 2                   | Ak-Koba             | Ак-Коба             | possiolok           | 63                  | 29                  | Établissement rural de Tchendek     |
| 3                   | Amour               | Амур                | village             | 830                 | 779                 | Établissement rural d'Amour         |
| 4                   | Bannoïe             | Банное              | village             | 324                 | 243                 | Établissement rural de Karagaï      |
| 5                   | Bachtala            | Баштала             | village             | 413                 | 437                 | Établissement rural d'Oust-Koksa    |
| 6                   | Beriozovka          | Берёзовка           | possiolok           | 265                 | 208                 | Établissement rural d'Ogniovka      |
| 7                   | Verkh-Ouïmon        | Верх-Уймон          | village             | 579                 | 583                 | Établissement rural de Verkh-Ouïmon |
| 8                   | Vlassievo           | Власьево            | village             | 13                  | 6                   | Établissement rural d'Oust-Koksa    |
| 9                   | Gagarka             | Гагарка             | possiolok           | 222                 | 218                 | Établissement rural de Verkh-Ouïmon |
| 10                  | Gorbounovo          | Горбуново           | village             | 321                 | 212                 | Établissement rural de Gorbounovo   |
| 11                  | Zamoulta            | Замульта            | possiolok           | 213                 | 240                 | Établissement rural de Verkh-Ouïmon |
| 12                  | Kaïtanak            | Кайтанак            | village             | 360                 | 289                 | Établissement rural d'Ogniovka      |
| 13                  | Karagaï             | Карагай             | village             | 450                 | 444                 | Établissement rural de Karagaï      |
| 14                  | Kastakhta           | Кастахта            | village             | 149                 | 129                 | Établissement rural d'Oust-Koksa    |
| 15                  | Katanda             | Катанда             | village             | 1038                | 794                 | Établissement rural de Katanda      |
| 16                  | Krasnoïarska        | Красноярка          | possiolok           | 60                  | 56                  | Établissement rural d'Amour         |
| 17                  | Krasnoïarska        | Красноярка          | possiolok           | 0                   | 0                   | Établissement rural d'Oust-Koksa    |
| 18                  | Kourdiom            | Курдюм              | village             | 34                  | 20                  | Établissement rural de Karagaï      |
| 19                  | Kourounda           | Курунда             | possiolok           | 228                 | 151                 | Établissement rural d'Oust-Koksa    |
| 20                  | Koutcherla          | Кучерла             | possiolok           | 210                 | 193                 | Établissement rural de Katanda      |
| 21                  | Maralovodka         | Мараловодка         | possiolok           | 241                 | 195                 | Établissement rural d'Ogniovka      |
| 22                  | Maralnik-1          | Маральник-1         | possiolok           | 55                  | 59                  | Établissement rural de Verkh-Ouïmon |
| 23                  | Maralnik-2          | Маральник-2         | possiolok           | 14                  | 21                  | Établissement rural de Tchendek     |
| 24                  | Margala             | Маргала             | possiolok           | 123                 | 103                 | Établissement rural de Tchendek     |
| 25                  | Moulta              | Мульта              | village             | 706                 | 721                 | Établissement rural de Verkh-Ouïmon |
| 26                  | Nijni Ouïmon        | Нижний Уймон        | village             | 184                 | 116                 | Établissement rural de Tchendek     |
| 27                  | Ogniovka            | Огнёвка             | village             | 644                 | 530                 | Établissement rural d'Ogniovka      |
| 28                  | Oktiabrskoïe        | Октябрьское         | possiolok           | 248                 | 239                 | Établissement rural de Gorbounovo   |
| 29                  | Polevodka           | Полеводка           | possiolok           | 78                  | 66                  | Établissement rural de Tchendek     |
| 30                  | Sakhsabaï           | Сахсабай            | possiolok           | 17                  | 15                  | Établissement rural d'Ogniovka      |
| 31                  | Sini Iar            | Синий Яр            | village             | 7                   | 5                   | Établissement rural d'Oust-Koksa    |
| 32                  | Soïouzar            | Соузар              | possiolok           | 30                  | 20                  | Талдинское сельское поселение       |
| 33                  | Sougach             | Сугаш               | village             | 576                 | 493                 | Талдинское сельское поселение       |
| 34                  | Talda               | Талда               | village             | 712                 | 631                 | Талдинское сельское поселение       |
| 35                  | Terekta             | Теректа             | possiolok           | 449                 | 378                 | Établissement rural de Gorbounovo   |
| 36                  | Tikhonkaïa          | Тихонькая           | village             | 425                 | 385                 | Établissement rural de Verkh-Ouïmon |
| 37                  | Tiougourouk         | Тюгурюк             | possiolok           | 327                 | 298                 | Établissement rural d'Oust-Koksa    |
| 38                  | Tioungour           | Тюнгур              | village             | 397                 | 326                 | Établissement rural de Katanda      |
| 39                  | Ouloujaï            | Улужай              | possiolok           | 0                   | 0                   | Établissement rural d'Amour         |
| 40                  | Oust-Koksa          | Усть-Кокса          | village             | 4373                | 4 810               | Établissement rural d'Oust-Koksa    |
| 41                  | Tchendek            | Чендек              | village             | 928                 | 750                 | Établissement rural de Tchendek     |
| 42                  | Ioustik             | Юстик               | village             | 311                 | 292                 | Établissement rural d'Amour         |

## Environnement
- Réserve naturelle de Katoun
- Lacs de la Moulta
- Béloukha
- Talmen